# 日和ゆず
日和 ゆず（ひより ゆず）は、日本の声優、俳優、歌手。アイドルグループチームしゃちほこの元メンバー。
愛知県名古屋市出身。ラクシス エンターテインメント所属。

## 略歴
2010年8月22日、12歳のときに「理事長」の愛称でファンからも親しまれるスターダストプロモーションの藤下良司にスカウトされて芸能活動を始める。
2015年11月18日、良性発作性頭位めまい症と診断され、活動休止と12月14日に開催予定だった「年末大感謝祭ソロライブ6days」の安藤分のソロ公演の延期が発表される。次いで2016年2月10日、無期限休業と発表された。しかし病状が好転せず、9月29日にチームしゃちほこから卒業することが発表された。
2016年11月13日に安藤が所属していたチームしゃちほこが神奈川、横浜アリーナにて「TEAM SYACHIHOKO THE LIVE ROAD to 笠寺 colors at 横浜アリーナ」を行った（安藤は未出演）。公演では在籍メンバー5人が安藤がメインのユニットの 「私がセンター」を披露するなど、安藤を取り扱ったパフォーマンスをするパートが設けられた。その日をもってスターダストプロモーションとの契約が終了し、事務所プロフィールやブログ記事が削除、公式ゲームアプリ、ファンクラブ対応がされた。
2019年7月7日、芸名を日和ゆずとしラクシス エンターテインメントから声優・歌手として活動開始することが、同日開設された本人のツイッターアカウントにて発表された。
2019年9月25日、1stシングル『ヒヨるくらいなら冒険したいっ！』を発売。
また、自身の誕生日となる翌9月26日には東京で、30日には地元愛知で、生誕ライブ「日和ゆずBirthday Live 2019～お前ら、待たせたな！～」を開催。
2019年9月28日〜10月27日にかけて愛知、東京、千葉、福岡、埼玉、神奈川にてリリースイベント
(ミニLIVE、握手会、撮影会※内容は会場による)を行った。なお、10月13日に行う予定であった大阪は台風により中止となった。
2020年7月4日〜9日にはシェイクスピア四大悲劇の一つ「マクベス」を原作とした舞台「MECHABETH」に三人の魔女っ娘アイドルの一人、西野まどか役で出演。今作が俳優としての初出演作品となった。
2021年9月8日 新型コロナウイルスによる発熱症状が認められ、翌日医療機関にて抗原検査を受けた結果、陽性の診断を受ける。それにより、9月25日（土）に予定されていた 「日和ゆず Birthday Live 2020&2021『成人と4さい祭り！！！』、バースデートークイベント 2020&2021『成人式』の2公演は延期となった。
2022年3月22日、ライブ配信アプリPocochaでの生配信中にライバー事務所 321への所属を発表。俳優、歌手活動をマネジメントしてきたラクシス エンターテインメントとは掛け持ちでの所属という形で、先述のライブ配信アプリPococha上ではユーザー名「ゆずぴよちゃん」として不定期でライブ配信活動をしている。
2023年3月27日、同郷の女優・大滝紗織里と共同で「ゆずさお」名義の公式Twitterを立ち上げた。同年5月27日、共通の地元・愛知の名古屋シアターゾーンにて初のイベント「ゆずさおFES in Nagoya 〜小春日和に大滝の音響くゆず香る紗緒の里〜」を開催。さらにイベント当日にはゆずさお名義での1stシングル「コアラティック・ラブ/群青の未来」が会場先行で発売された。
2023年8月13日 前回好評だったゆずさおによるイベント第二弾「ゆずさおFES in Tokyo 〜どうするゆずさお ヒヨるなハート☆タキつけろビート〜」が同年10月15日東京にて開催されることが発表された。イベント開催に先立ちTЯicKYが2023年7月19日にリリースしたアルバム「This is 未来」収録曲から「詐欺ってごめん」をゆずさおがカバーすることが発表され、同年9月16日よりデジタルシングルが先行発売、さらにイベント当日にはコラボ楽曲を含む2ndシングル「誘惑SS/ふわふわゆずさおまーち/詐欺ってごめん」が発売された。今回収録曲のうち「詐欺ってごめん」の振り付けは日和ゆずが担当している。
2023年9月13日 舞台制作団体BMGに小道具担当として加入することを発表した。これまで通り自身が演者として出演する作品以外にも、制作側としても舞台に関わり参加することに意欲を示した。
2023年11月2日〜5日 ものづくり計画による舞台 「RAVE☆塾vol.12『レヴォリュスィオン』」に出演、今作が初単独主演作品となった。
2024年2月5日 「ヒヨユズ春のウタ祭り Supported by ScoLar」が同年2月25日に三部制で開催されることが事務所、日和ゆず両公式Xより同時に発表された。猪部〜日和ゆず猪突猛進！〜、鹿部〜推し鹿勝たん！！〜（ゲスト・梅原サエリ）、蝶部〜ウチら今年も蝶イイ感じ！！！〜（ゲスト・永瀬がーな）の各部の名称は花札の絵柄が元ネタとなっており、日和ゆず本人がデザインした花札風ステッカー等が来場者への特典として用意された。
2024年3月9日 ゆずさおによる初のcaféイベント「ゆずさおcafe 〜サぼって・ごめん〜」が同年3月23日に開催されることが発表された。スペシャルゲストとしてフェレットのウタちゃん、ハムスターのチルくんが参加した。
2024年6月2日 日和ゆずとして芸能界復帰後、活動5周年を記念したイベント「日和ゆず 5th Anniversary〜導かれしモブたち〜」の開催が予告され、後日イベントロゴと共に開催日が同年7月14日であることが発表された。スペシャルゲストとして本人たっての希望で第一部に本条万里子、第二部に四川変面が予定されている。
2024年8月4日 ゆずさおによるﾐｭｰｼﾞｶﾙ 柚子紗緒過劇「子守熊風愛」〜ゆずさおFES in Tokyo〜を開催、さらに2025年2月2日にはゆずさお THE MOVIE を発表するなど個人での活動の他にも勢力的に続けている。
2025年2月28日 かつて所属していたアイドル、ガールズユニットTEAM SHACHI（旧チームしゃちほこ）が同年12月をもって解散することを発表。それに際して公式X上にてコメントをポストした。

## 作品

### シングル
- ヒヨるくらいなら冒険したいっ！- 2019年9月25日

- One Day!! - 2021年9月22日

#### ゆずさお
- コアラティック・ラブ/群青の未来 - 2023年5月27日
- 誘惑SS/ふわふわゆずさおまーち/詐欺ってごめん - 2023年10月15日
- 革命ハーモニー/MEGASAO~feat.yuzu~ - 2024年8月4日

## 人物
- 趣味は絵を描くこと、ボウリング[22]、アニメ鑑賞[23]、キャッチボール[24]、ゲーム。
- 特技はブリッジ、包装、リアクション芸、インラインスケート[25]、特技って何?（特技考え中）[26]。
- 得意なモノマネは芦田愛菜、私立恵比寿中学の廣田あいか、芹那など。
- 公式ブログでは独特の行間を駆使しつつその文才を遺憾なく発揮し、ファン以外からも支持されていることがSNSやブログへのコメント等からうかがえる。
- 愛称は「ゆず」「ゆずぽん」「ぽんさん」「あんでぃー」などと多く、事務所の後輩からは「ぽん様」と呼ばれることもある[27]。
- 中学、高校時代の門限は19時であった[28]。
- 1つ年上の姉と、10歳年下の妹がいる[29]。
- だいごろうという名のうさぎのぬいぐるみのような相棒がおり、頻繁にブログに登場する。なお、17歳の誕生日を記念して作成された公式生誕グッズはその相棒を模したものである。なお、チームしゃちほこ卒業後にだいごろうはクリーニングに出されるも、そのまま消息を絶った。日和ゆずとしては、だえもんという名のうさぎのぬいぐるみを相棒としている。
- デジタル一眼レフカメラ、Nikon D3200を所有している[30]。

## チームしゃちほこ関連事項
- イメージカラーはポニーピンク。ピンクと決まった時は気絶しそうなほど嬉しかった[31]。
- 自己紹介は「（お魚にー）ゆずぽんかけてー。（お豆腐にー）ゆずぽんかけてー。（しゃちほこにー）ゆずぽんいるよー。メイドの神様ー!」
- 2014年2月1日に発売されたシングル「時計じかけのユニットたち vol.1」には、坂本遥奈、伊藤千由李と組んだユニット「安藤ゆずとストロベリー・グッバイ・フォーエバーズ」による楽曲「私がセンター」がM2として収録された[32]。
- 2014年7月14日から同年8月5日にかけて行われたWEB上の企画「カゴメ トマトヌーヴォー2014 日本全国 乾杯パレード キャンペーン」にチームしゃちほこが参加した際、彼女が描いたメンバー6人のイラストが採用されGoogle マップ上で新宿駅を目指した[33]。
- 2015年2月13日に開催された「チームしゃちほこ　乙女祭り2015」において、シンガーソングライターであるYUIの楽曲「CHE.R.RY」を、自身が演奏するキーボードを伴奏として秋本帆華、大黒柚姫と共に披露した[34][35][36]。

## 出演
チームしゃちほこ他メンバーとの共演は除く。
太字はメインキャラクター。

### アニメ
- 2020年2月3日〜24日 らぶみぃ（まなと）
- 2020年9月21日〜26日 まにまに2 （スミレ）

### ゲーム
- 2021年正式リリース予定。開発 Chamoji MURASAKI7 (リリー・キャビュレット)

### CM
- 2023年7月12日〜 だいくエイド[37]（ナレーション）

### テレビ
- 2015年8月1日に放送されたフジテレビNEXT「あたしの音楽」に、後述するチームわたあめとして出演し「ももいろのスターダスト」及び「あーりんと美怜ちゃんとゆずぽんは反抗期」を披露した[38]。
- 2019年10月31日に放送されたフジテレビNEXT「西川貴教の僕らの音楽」に出演し「スパークルダンジョン」「sigh of love[39]」を披露した。

### ラジオ
- 2014年12月03日放送のCBCラジオ「チームしゃちほこ ごぶれいしました!」にて番組初の単独ラジオパーソナリティを務めた。
- 2015年3月18日、同月25日、6月17日放送のCBCラジオ「チームしゃちほこ ごぶれいしました!」にて単独ラジオパーソナリティを務めた。
- 2015年3月24日放送のCBCラジオ「つボイノリオの聞けば聞くほど」に単独ゲスト出演した。
- 2015年4月1日放送のCBCラジオ「チームしゃちほこ ごぶれいしました!」にて単独ラジオパーソナリティを務め、CBCラジオのアナウンサー永岡歩により当番組の卒業試験が行われて見事合格したが、ラジオパーソナリティ継続のため自ら留年を決意した。
- 2015年4月4日放送のSTVラジオ「聴いてくださいこの歌を」コメントOA。
- 2015年4月4日放送のCBCラジオ「ドラ魂ポーン!!!」ゲスト出演。
- 2019年9月28日放送の@FM「Big Up Saturday」ゲスト出演。
- 2019年10月11日放送のLOVEFM「Departure Lounge」ゲスト生出演。
- 2019年10月11日放送のFM FUKUOKA「ハカタカランキン！」ゲスト生出演。
- 2019年10月15～18日放送のRKBラジオ「カリメン」コメントOA。
- 2023年5月26日放送の東海ラジオ「ミッドナイトスペシャル~金シャチ劇場~」コメントOA。
- 2023年1月19日放送の狛江FM「LIVE⭐︎STARS NEXT」にコメントOA。

### イベント・公演
- 2019年9月26日、30日 日和ゆずBirthday Live 2019～お前ら、待たせたな！
- 2019年9月28日〜10月27日 「ヒヨるくらいなら冒険したいっ！」リリースイベント。*10月13日の大阪公演は台風の影響により中止[40]。
- 2020年9月26日 日和ゆずバースデー生配信 2020 〜ライブハウス・家〜
- 2021年9月25日 日和ゆずバースデートークイベント 2020&2021「成人式」、日和ゆずBirthday Live 2020&2021「成人と4さい祭り！！！」*新型コロナウイルス感染により延期[11]。
- 2022年5月1日 舞台「赤の女王」DVDリリース記念トークイベント
- 2022年7月16日 舞台「純血の女王」アフタートークイベント
- 2022年8月20日 植野祐美 Birthday Party2022（二部）
- 2022年8月22日 朗読劇 叶え屋「ソルシレーヴ」〜メリーバッドエンド〜（再演）トークショー
- 2022年9月7日〜11日 舞台「笑女A」アフターライブ＆アフタートークイベント
- 2022年9月23日 舞台 「TOKYO COLｰCUL COMEDY～WHITE～」アフタートークイベント
- 2022年10月14日 日和ゆずBirthday TALK EVENT 2020&2021&2022 成人式/LIVE 2020&2021&2022 成人と5さい祭り！！！
- 2022年11月23日 柏木椎名のわくわく♡超♡ライブ
- 2022年12月20日、22日 舞台「レディ・ア・ゴーゴー!! 2022」アフタートークイベント
- 2023年1月8日 舞台「女王虐殺」アフタートークイベント
- 2023年2月8日 THE STAGE OF THE QUEEN 4th Anniversary Talk Session
- 2023年3月11日 Piri birthday party 2023（二部）
- 2023年4月6日〜9日 朗読劇『涙箱』vol.5 アフタートークイベント
- 2023年5月16日 舞台「女王幻想花劇」アフタートークイベント～Talk&Sign Session～
- 2023年5月27日 ゆずさおFES in Nagoya 〜小春日和に大滝の音響くゆず香る紗緒の里〜
- 2023年6月24日 山﨑悠稀 誕生日イベント Are YUU Ready～Birthday 2023〜
- 2023年6月1日 映画「鎮魂歌 ～現代怪奇百物語 伍之章～」プレミアム上映会
- 2023年8月8日〜9日 舞台「イリス・ノワール -焔罪のミサ-」アフタートークイベント
- 2023年8月28日 舞台「赤の女王」上演会&トークイベント
- 2023年9月1日 舞台「純血の女王」上演会&トークイベント
- 2023年9月3日 ブタイウラ放送局 #2
- 2023年10月15日 ゆずさおFES in Tokyo 〜どうするゆずさお ヒヨるなハート☆タキつけろビート〜
- 2023年10月19日 舞台「TOKYO COL-CUL COMEDY ～PURPLE～」上映会＆アフタートークイベント
- 2023年12月7日 舞台「星よ女王に堕つ」アフタートークイベント
- 2023年12月28日 ILLUMINUS CREW 忘年会2023 （二部）
- 2024年1月13日 道枝咲バースデーイベント『みちえださきのおたんじょうび20』
- 2024年2月25日 ヒヨユズ春のウタ祭り supported by ScoLar
- 2024年3月23日 ゆずさおcafe 〜サぼって・ごめん〜
- 2024年4月14日 さえぱ♡ ～おたんじょうび会2024～ （二部）*ゆずさお
- 2024年4月29日 ちなかなその放課後トーク #13
- 2024年5月23日 舞台「イリス・ノワール -禁樹のミエリ-」アフタートークイベント
- 2024年6月1日 ブタイウラ放送局 #9
- 2024年7月14日 日和ゆず 5th Anniversary〜導かれしモブたち〜
- 2024年8月4日  ﾐｭｰｼﾞｶﾙ 柚子紗緒過劇「子守熊風愛」〜ゆずさおFES in Tokyo〜
- 2024年8月10日 #日和と加藤の酔ってらっしゃい！
- 2024年8月15日 舞台「楽園の女王」アフタートークイベント
- 2024年10月6日 Saori Birthday 2024 （二部）
- 2024年10月19日 ASTER office×ZETT presents 「-X- (CROSS)」
- 2024年10月27日 もう○○だね
- 2024年11月23日 たかはしさやか 23th Birthday Party！（一部）
- 2024年12月24日 HAZUKI TOMOKO fan meeting ちょも〜めんと！（一部）
- 2024年12月26日 女王ステシリーズ衣装サポーター限定イベント
- 2025年3月11日 降臨TALK〜たけぽよ、天下人への道〜 #2

### 雑誌
- 2015年3月9日発売の小学館のビッグコミックスピリッツ 15号に佐々木彩夏（ももいろクローバーZ）、星名美怜（私立恵比寿中学）、安藤ゆずからなる「チームわたあめ」として表紙および巻頭グラビアを飾った[41]。なお、このユニット名は佐々木が命名したものであり、自身は「ゆずぽん率いるピンキーズ」を提案したが実現しなかった。

### 映画
- 2023年　鎮魂歌 ～現代怪奇百物語 伍之章～

### 舞台
- 2020年7月4日〜9日 三栄町 LIVE×E-Stage Topia×ミネルヴァエージェンシー株式会社 提携公演 舞台「MECHABETH」に西野まどか役で出演。
- 2020年9月8日〜13日 E-Stage Topiaプロデュース公演 舞台「オオナムチ」に田中宮子役で出演。
- 2020年10月8日〜11日 演劇ユニット【メイホリック】による朗読劇「叶え屋ソルシレーヴ 〜メリーバッドエンド〜」にモニカ役で出演。
- 2020年11月26日〜30日 E-Stage Topiaプロデュース公演 舞台「僕はそれを、青と呼ぼう。2020」にリオ役で出演。
- 2021年1月27日〜31日 企画・制作 ILLUMINUSによる舞台「女王輪舞」にエイプリル役で出演。
- 2021年2月6日〜14日 制作 フェーズ株式会社による朗読劇「私の道しるべ」に比良坂奈魅役で出演。
- 2021年4月14日〜18日 企画・制作 Soymilk Co.による舞台「Monkey Works Vol.06『明日は捲る』」に出口真衣子役で出演。
- 2021年5月18日〜23日 SFIDA ENTERTAINMENTプロデュース公演 舞台「愛はお金で買えますか？ 〜貢ぎ貢がれ編〜」に黒木りえ役で出演。
- 2021年7月8日〜13日 企画・制作 ILLUMINUSによる舞台「咲く声、ふわらと舞い降りて、」に然田ぜん役で出演。
- 2021年8月26日〜29日 E-Stage Topiaプロデュース公演 舞台「『R』企画『アイドルR2』」に日陰ネトコ役で出演。
- 2021年10月23日〜31日 企画・制作 ILLUMINUSによる舞台「女王演義」に猫猫役で出演。
- 2021年12月8日〜12日 企画・制作 ILLUMINUS×LIPS✳︎Sによる舞台「水月鏡花 −竜馬夢双−」に光枝役で出演。
- 2021年12月23日〜26日 企画・制作・運営 NineStageによる舞台「素晴らしき夢夜」に美姫役で出演。
- 2022年1月29日〜26日 企画・制作 ILLUMINUSによる舞台「赤の女王」にフランツィスカ役(チームCOFFIN)で出演。
- 2022年2月17日 演劇ユニット【メイホリック】による舞台「マジでトキメけ⭐︎少女たち!! 〜全国高校生エネルギッシュ選手権大会〜」にアマゾネス役でゲスト出演。
- 2022年3月30日〜4月3日 企画・制作 カラスカによる舞台「五島くんの花嫁」に早瀬優樹菜役で出演。
- 2022年5月6日〜9日 ALPHA Entertainment×E-Stage Topiaプロデュース公演 舞台「ヨツバニオドレ」に宝船クリスタル役で出演。*5月8日〜9日の4公演は新型コロナウイルス感染による中止[42]。
- 2022年5月28日〜6月5日 企画・制作 ILLUMINUSによる舞台「純血の女王2022」にフランツィスカ役(チームCOFFIN)で出演。
- 2022年7月17日〜18日、7月22日〜24日 企画・制作 ILLUMINUS / 東京カルチャーカルチャー / ライクズによる舞台「TOKYO COL-CUL COMEDY ～世界は喜劇と色で溢れてる～」に出演。
- 2022年8月9日〜14日 演劇ユニット【メイホリック】による朗読劇「叶え屋「ソルシレーヴ」〜メリーバッドエンド〜（再演）」にモニカ役で出演。
- 2022年9月7日〜11日 劇団ディアステージによる舞台「笑女A」にきゅ〜てぃくる 唯役で出演。
- 2022年10月26日〜30日 企画・制作 ILLUMINUSによる舞台「女王虐殺」にティナ役で出演。
- 2022年12月16日〜25日 企画・制作 LIVEDOGによる舞台「レディ・ア・ゴーゴー!! 2022」に乙部みほ役(Team Macaron)で出演。
- 2023年1月18日〜22日 劇団ディアステージによる舞台「テイクショットをもう一度 〜カーリングと私たちの激アツな日々〜」に旭川沙夜役で出演。
- 2023年2月22日〜26日 劇団バルスキッチンによる舞台「産声フォーユー」に真中愛菜役で出演。
- 2023年3月22日〜26日 企画・制作 ILLUMINUSによる舞台「女王幻想花劇」にフーデマーケル役で出演。
- 2023年4月6日〜9日 企画・制作・主催 バードランドミュージックエンタテインメントによる朗読劇「『涙箱』vol.5」に犯人役で出演。
- 2023年4月20日〜23日 企画・制作 ILLUMINUSによる舞台「麗和落語～二〇二三春の陣～ 第二陣」にて『爪紅』と『零』の演目に出演。
- 2023年5月11日〜15日 皇帝ロックホッパープロデュース公演「義民」に荒木ねね役(A班)で出演。
- 2023年6月10日〜18日 企画・制作 ILLUMINUSによる舞台「イリス・ノワール -焔罪のミサ-」にフランソワ役で出演。
- 2023年7月5日〜9日 劇団ディアステージによる舞台「トラブルメーカーwww2 〜隣の星は青く見える〜」に占叶羽役で出演。
- 2023年7月31日〜8月5日 企画・制作 ILLUMINUS / 東京カルチャーカルチャー / ライクズによる舞台「TOKYO COL-CUL COMEDY ～PURPLE～」に出演。
- 2023年8月16日〜20日 企画・制作 Daisy times produceによる舞台「R-20」にウオズメ カズ役で出演。
- 2023年9月30日〜10月8日 企画・制作 ILLUMINUSによる舞台「星よ女王に堕つ」にルイーズ役(チームCOFFIN)で出演。
- 2023年11月2日〜5日 企画・制作 ものづくり計画による舞台 「RAVE☆塾vol.12『レヴォリュスィオン』」に主演(Bチーム)早乙女リオ役で出演。
- 2023年11月23日〜12月3日 制作 降臨SOUL制作委員会(ILCA/HIKE/アリスインプロジェクト)による舞台「降臨SOUL」に今川元邪子役で出演。
- 2023年12月13日〜17日 企画・制作 ILLUMINUS / 東京カルチャーカルチャー / ライクズによる舞台「TOKYO COL-CUL COMEDY ～YELLOW&BLACK～」に出演。
- 2024年1月26日〜29日 劇団ディアステージによる舞台「カーリングの女神ちゃん ～ストーンは君を裏切らない～」に旭川沙夜役で出演。
- 2024年4月3日〜7日 企画・制作 ILLUMINUSによる舞台「イリス・ノワール -禁樹のミエリ-」にフランソワ役で出演。
- 2024年4月20日 Uzumeによる公演 「私が初めてスパイだと疑われた日 Ep.02」に出演。
- 2024年6月27日〜30日 企画・制作 ILLUMINUSによる舞台「楽園の女王」にエスター役で出演。
- 2024年9月25日〜29日 製作 降臨SOUL制作委員会(ILCA/HIKE/アリスインプロジェクト)による舞台「降臨SOUL 〜風燐火斬〜」に今川元邪子役で出演。
- 2024年11月1日〜4日 劇団ディアステージによる舞台「ネコにマタタビⅡ オタクの帰還」にグワグワ役で出演。
- 2024年11月28日〜12月1日 企画・制作 ILLUMINUSによる舞台「月よ女王に嗤え」にエイプリル役で出演。
- 2025年2月19日〜24日 製作 舞台「時空警察ヴェッカー1983・改」実行委員会（Studio K'z × アリスインプロジェクト）による舞台 「時空警察ヴェッカー1983・改」に田中純子役で出演。
- 2025年3月2日 Uzumeによる公演「私が初めてスパイだと疑われた日 Ep.06」に出演。
- 2025年4月2日〜6日 企画・制作 ILLUMINUSによる舞台「イリス・ノワール -魔鏡のクリス-」にフランソワ役で出演予定。